# Oliver Ibielski
Oliver Ibielski (* 30. Januar 1971; † 25. Dezember 2017) war ein deutscher Leichtgewichts-Ruderer, der  bei Weltmeisterschaften eine Goldmedaille und zwei Silbermedaillen gewann.

## Sportliche Karriere
Ibielski begann seine sportliche Laufbahn bei der Frankfurter Rudergesellschaft Sachsenhausen. Während seines Studiums an der Johannes Gutenberg-Universität Mainz wechselte er von der Frankfurter Rudergesellschaft zum Mainzer Ruder-Verein von 1878. 1996 wurde er Deutscher Meister im Leichtgewichts-Doppelvierer.
Ibielskis internationale Karriere begann bei den Weltmeisterschaften 1996 in Glasgow, wo der deutsche Leichtgewichts-Doppelvierer mit Alexander Lutz, Oliver Ibielski, Frank Mager und Andreas Lutz die Silbermedaille hinter den Italienern und knapp vor den Franzosen gewann. Im Jahr danach bei den Weltmeisterschaften 1997 auf dem Lac d’Aiguebelette siegten erneut die Italiener, zwei Sekunden dahinter überquerte der deutsche Leichtgewichts-Doppelvierer mit Mager, Alexander Lutz, Ibielski und Markus Baumann als Zweiter die Ziellinie. 1998 bei den Weltmeisterschaften in Köln siegte Ibielski mit dem deutschen Leichtgewichts-Achter, der die Ziellinie 0,28 Sekunden vor dem US-Boot erreichte.
Nach seiner Aktivenzeit war Ibielski neben seiner Tätigkeit als Unternehmensberater lange Jahre im Vorstand des Mainzer Ruder-Vereins tätig.